# パリ〜ツール
パリ〜ツール（Paris-Tours）は、自転車プロロードレースの一つ。フランスのパリからツールを走るワンデーレース。パリ～トゥールとも表記される。1896年から行われている。

## 概要
2017年までのコースはほとんど登りのない平坦なレイアウトで、スプリンターに有利な設定となっていた。だが、三大グランツールや世界選手権も終了し、ロードレースのシーズンも終盤戦を迎え、疲労がたまっている選手も多いこともあって小集団での逃げも決まりやすく、逃げた選手の優勝例も多かった。
スプリンターチームの統率力が逃げを飲み込むのか、逃げ集団がスプリンターチームの計算を上回るのか、という展開がしばしば繰り広げられた。
しかし、上述の通り、歴史を有し、かつ著名な選手が多数優勝者に名を連ねているにもかかわらず、2009年より制定されたUCIワールドカレンダーに組み入れられず、UCIヨーロッパツアーの1.HCカテゴリーにとどまることになった。2020年にUCIプロシリーズに昇格。
2018年はコース内にトロ・ブロ・レオンやストラーデ・ビアンケに類似した多くの未舗装区間や勾配の厳しい丘が設定され、レースの様相は大きく変化した。

## エピソード
パリ〜ツールは毎年ドラマチックな展開になるレースで、エピソードには事欠かない。
逃げが決まった例では、どのレースでも序盤からの大逃げで勝利を狙うジャッキー・デュランが見事に優勝した1998年。ドーピングスキャンダルから復帰した直後のリシャール・ヴィランクが242.5kmにも渡る大逃げを決めた2001年、あるいはエリック・デッケルが、終盤で一度は追撃集団に追いつかれながらもゴール手前3km地点で再度アタック。後ろから大集団が襲い掛かるのを振り切り、タイム差なしで227kmを逃げ切ってしまった2004年のレースが挙げられる。
集団スプリントの場合では、マウリツィオ・フォンドリエストとヨハン・ムセウが飛び出して逃げが決まるかに思われたが、前年のパリ～ツールでも同じような展開で負けたフォンドリエストが牽制に入ったためスピードが落ち、ゴール直前で大集団に飲み込まれ、エリック・ツァベルが初めての優勝を飾った1994年のレース。
あるいはゴール直前で、勝ったと思い両手を上げたアレサンドロ・ペタッキの脇からエリック・ツァベルが飛び出して勝利を奪い取るという劇的な幕切れになった2003年のレースが有名だが、翌年のミラノ〜サンレモで、ツァベルが同様な形でオスカル・フレイレに勝利を持っていかれたこと、さらに2007年のパリ〜ツールは、ツァベルがアシストとしてペタッキの優勝に大きく貢献するという展開になったことは、運命の皮肉を感じさせる。
ちなみにエリック・ツァベルは、なにかとこのレースに縁が深く、2005年のレースは終盤に逃げを決めたステイン・デヴォルデルとフィリップ・ジルベールの一騎討ちかと思われたが、2人がけん制状態になってしまい、ゴール前わずか100mというところで大集団に吸収。ここでミルラムへの移籍が決まり、これが長年所属して来たT-モバイルでの最後のレースとなったツァベルは渾身のスプリントをみせて3回目の優勝を果たしている。
通算500勝以上を挙げたエディ・メルクスは6回出場したが勝利どころか1度も3位以内にすら入っていない(秋のクラシックレースとしてはチューリッヒ選手権も未勝利であった)。
2010年のレースでは、新城幸也が5位に入った。

## 歴代優勝者
| 年   | 優勝者                           | 国             |
| ---- | -------------------------------- | -------------- |
| 2024 | クリストフ・ラポルト             | フランス       |
| 2023 | ライリー・シーハン               | アメリカ合衆国 |
| 2022 | アルノー・デマール               | フランス       |
| 2021 | アルノー・デマール               | フランス       |
| 2020 | カスパー・ピーダスン             | デンマーク     |
| 2019 | イェーレ・ワライス               | ベルギー       |
| 2018 | ソーレン・クラーク・アンデルセン | デンマーク     |
| 2017 | マッテオ・トレンティン           | イタリア       |
| 2016 | フェルナンド・ガビリア           | コロンビア     |
| 2015 | マッテオ・トレンティン           | イタリア       |
| 2014 | イェレ・ヴァライス               | ベルギー       |
| 2013 | ヨーン・デーゲンコルプ           | ドイツ         |
| 2012 | マルコ・マルカート               | ベルギー       |
| 2011 | フレフ・ファン・アヴェルマート   | ベルギー       |
| 2010 | オスカル・フレイレ               | スペイン       |
| 2009 | フィリップ・ジルベール           | ベルギー       |
| 2008 | フィリップ・ジルベール           | ベルギー       |
| 2007 | アレサンドロ・ペタッキ           | イタリア       |
| 2006 | フレデリック・ゲドン             | フランス       |
| 2005 | エリック・ツァベル               | ドイツ         |
| 2004 | エリック・デッケル               | オランダ       |
| 2003 | エリック・ツァベル               | ドイツ         |
| 2002 | ヤコブ・ピール                   | デンマーク     |
| 2001 | リシャール・ヴィランク           | フランス       |
| 2000 | アンドレア・タフィ               | イタリア       |
| 1999 | マルク・ワウテラス               | ベルギー       |
| 1998 | ジャッキー・デュラン             | フランス       |
| 1997 | アンドレイ・チミル               | ウクライナ     |
| 1996 | ニコラ・ミナリ                   | イタリア       |
| 1995 | ニコラ・ミナリ                   | イタリア       |
| 1994 | エリック・ツァベル               | ドイツ         |
| 1993 | ヨハン・ムセウ                   | ベルギー       |
| 1992 | ヘンドリック・ルダン             | ベルギー       |
| 1991 | ヨハン・カピオ                   | ベルギー       |
| 1990 | ロルフ・ソレンセン               | デンマーク     |
| 1989 | イェール・ナイダム               | オランダ       |
| 1988 | ペーター・ピータース             | オランダ       |
| 1987 | アドリ・ファンデルプール         | オランダ       |
| 1986 | フィル・アンダーソン             | オーストラリア |
| 1985 | リュド・ペータース               | ベルギー       |
| 1984 | ショーン・ケリー                 | アイルランド   |
| 1983 | リュド・ペータース               | ベルギー       |
| 1982 | ジャンリュク・ファンデンブルック | ベルギー       |
| 1981 | ヤン・ラース                     | オランダ       |
| 1980 | ダニエル・ウィレムス             | ベルギー       |
| 1979 | ヨープ・ズートメルク             | オランダ       |
| 1978 | ヤン・ラース                     | オランダ       |
| 1977 | ヨープ・ズートメルク             | オランダ       |
| 1976 | ロナルド・デウィット             | ベルギー       |
| 1975 | フレディ・マルテンス             | ベルギー       |
| 1974 | フランチェスコ・モゼール         | イタリア       |
| 1973 | リック・ファンリンデン           | ベルギー       |
| 1972 | ノエル・ファンタイフヘム         | ベルギー       |
| 1971 | リック・ファンリンデン           | ベルギー       |
| 1970 | ユルゲン・チャン                 | ドイツ         |
| 1969 | ヘルマン・ファンスプリンヘル     | ベルギー       |
| 1968 | ギド・レイブルック               | ベルギー       |
| 1967 | リック・ファン・ローイ           | ベルギー       |
| 1966 | ギド・レイブルック               | ベルギー       |
| 1965 | ヘルベン・カルステンス           | オランダ       |
| 1964 | ギド・レイブルック               | ベルギー       |
| 1963 | ヨー・デロー                     | オランダ       |
| 1962 | ヨー・デロー                     | オランダ       |
| 1961 | ヨース・ワウテルス               | ベルギー       |

| 年   | 優勝者                     | 国             |
| ---- | -------------------------- | -------------- |
| 1960 | ヨー・デハーン             | オランダ       |
| 1959 | リック・ファン・ローイ     | ベルギー       |
| 1958 | ジルベール・デメ           | ベルギー       |
| 1957 | フレッド・デブリュイヌ     | ベルギー       |
| 1956 | アルベール・ブヴェ         | フランス       |
| 1955 | ジャック・デュポン         | フランス       |
| 1954 | ジルベール・スコドレール   | フランス       |
| 1953 | ヨース・スヒルス           | ベルギー       |
| 1952 | レイモン・ゲガン           | フランス       |
| 1951 | ジャック・デュポン         | フランス       |
| 1950 | アンドレ・マエ             | フランス       |
| 1949 | アルベール・ラモン         | ベルギー       |
| 1948 | ルイ・カピュ               | フランス       |
| 1947 | アルベリック・スホット     | ベルギー       |
| 1946 | アルベリック・スホット     | ベルギー       |
| 1945 | ポール・マエ               | フランス       |
| 1944 | ルシアン・テセール         | フランス       |
| 1943 | ガブリエル・ゴダン         | フランス       |
| 1942 | ポール・マエ               | フランス       |
| 1941 | ポール・マエ               | フランス       |
| 1939 | フラン・ボンデュエル       | ベルギー       |
| 1938 | ユレス・ロッシ             | イタリア王国   |
| 1937 | ギュスタヴ・ダンネールス   | ベルギー       |
| 1936 | ギュスタヴ・ダンネールス   | ベルギー       |
| 1935 | ルネ・ル・グレーヴ         | フランス       |
| 1934 | ギュスタヴ・ダンネールス   | ベルギー       |
| 1933 | ジュール・メルヴィエ       | フランス       |
| 1932 | ジュール・モワノー         | フランス       |
| 1931 | アンドレ・ルデュック       | フランス       |
| 1930 | ジャン・マレシャル         | フランス       |
| 1929 | ニコラ・フランツ           | ルクセンブルク |
| 1928 | デニス・フェルスヒュエレン | ベルギー       |
| 1927 | ハイーリ・ズーター         | スイス         |
| 1926 | ハイーリ・ズーター         | スイス         |
| 1925 | デニス・フェルスヒュエレン | ベルギー       |
| 1924 | ルイ・モティア             | ベルギー       |
| 1923 | ポール・ドマン             | ベルギー       |
| 1922 | アンリ・ペリシエ           | フランス       |
| 1921 | フランシス・ペリシエ       | フランス       |
| 1920 | ウジェーヌ・クリストフ     | フランス       |
| 1919 | エクトル・ティベルギアン   | ベルギー       |
| 1918 | シャルル・マントレ         | フランス       |
| 1917 | フィリップ・ティス         | ベルギー       |
| 1914 | オスカル・エッグ           | スイス         |
| 1913 | シャルル・クリュプランド   | フランス       |
| 1912 | ルイ・ウースガン           | ベルギー       |
| 1911 | オクタヴ・ラピーズ         | フランス       |
| 1910 | フランソワ・ファベール     | ルクセンブルク |
| 1909 | フランソワ・ファベール     | ルクセンブルク |
| 1908 | オメル・ボジャンドル       | フランス       |
| 1907 | ジョルジュ・パスリュー     | フランス       |
| 1906 | ルシアン・プティブルトン   | フランス       |
| 1901 | ジャン・フィスシェ         | フランス       |
| 1896 | ウジェーヌ・プレヴォス     | フランス       |